# Guma Zorrilla
Gumersinda Zorrilla de San Martín Muñoz (Montevideo, 28 de diciembre de 1919 - Ib., 19 de julio de 2001) fue una diseñadora de vestuario y vestuarista teatral uruguaya.

## Biografía
Primogénita de las cinco hijas del escultor José Luis Zorrilla de San Martín y Guma Muñoz del Campo, hizo su larga carrera en Montevideo sumando exitosas incursiones a Buenos Aires, en especial para los montajes teatrales y cinematográficos de su hermana, la actriz y directora China Zorrilla.

## Trayectoria laboral
Uno de los elementos más valiosos dentro de la Comedia Nacional y  en el Teatro Solís entre sus más recordadas creaciones los vestuarios para Romeo y Julieta de Shakespeare, Nuestro pueblo de Thornton Wilder, Lorenzaccio de Alfred de Musset, El honor no es cosa de mujeres, Medea de Eurípides (con Norma Aleandro). 
Trabajó con todos los grandes directores y actores de su país así como en Argentina, destacándose sus vestuarios para Omar Grasso, Antonio Larreta, Estela Medina, Dahd Sfeir, Carlos Perciavalle y otros.
En su carrera artística mostró desde el comienzo una visible facilidad para bocetar sus trajes, un famoso buen gusto para integrarlos al marco visual de la escena, una sensibilidad muy singular para impregnarlos del espíritu de una obra o del carácter de un conflicto dramático. Tenía especial deleite por el fin del siglo XIX, una Belle Époque donde las mujeres parecían quebrarse sobre la cintura avispa, remolcando el polisón a la sombra de alguna pamela monumental. Por eso triunfaba con sus vestuarios de ese pasado al colaborar con la compañía Ávila-Martínez Mieres en La parisienne o Lecho nupcial, aunque más tarde tuvo oportunidad de ampliar tales evocaciones junto al Teatro de la Ciudad de Montevideo en La pulga en la oreja, La gaviota, Un enredo y un marqués o La Dorotea.
También fue responsable de los vestuarios de las películas Besos en la frente (1996) y Nunca estuve en Viena (1986).

## Vida personal
Se casó con Hugo Estrázulas y tuvieron seis hijos.